# Ulrike Piechota
Ulrike Piechota (* 25. März 1942 in Zeitz als Ulrike Schreckenbach; † 16. Dezember 2024 in Bad Kreuznach) war eine deutsche Schriftstellerin und Kirchenmusikerin.
1958 zog sie mit ihren Eltern nach Westdeutschland. Nach dem Abitur in Hilden studierte sie Musik (B-Examen) in Heidelberg. 1980 veröffentlichte sie ihren ersten Roman für Erwachsene. Es folgten zahlreiche Bücher für Kinder und Jugendliche. Ulrike Piechota lebte seit 2013 in Bad Kreuznach und war mit dem Theologen Wolfgang Piechota verheiratet. Mehrere ihrer Bücher wurden verfilmt. 1990 war sie Stadtschreiberin von Bad Kreuznach. Im Jahr 2000 reiste sie mit einem Stipendium des Auswärtigen Amtes („Literarische Recherche im Ausland“) nach Norwegen.

## Werke
- Traumkonzert
- Die Kreuznacher Verwandlung
- Können Katzen Engel sein
- Hasenbringende Weihnachtszeit
- Im Handstand durchs Kirchenschiff
- Ein Schritt nach vorn
- Insel der Finsternis
- Der Mann, der vom Mond trank
- Die Leiden des alten Wärther
- Warum darf ich den Rhein nicht sehen (1982 Ensslin und Laiblin Verlag)
- Jetzt oder Nie (Alltagsgrotesken)- Iatros-Verlag 2008
- Aufstand der Erdgeister (Buch)
- Bringt der Weihnachtsmann auch Gurken? (kurze Kalendergeschichten)
- Die Stimme der Steine
- Syrische Spuren (Lebensgeschichte des syrischen Arztes Said S.)
- Hier stehe ich in Luthersocken (unterhaltsame Geschichten über den Reformator M.L.)
- Schattendorf (Roman gegen rechtsradikale „Schatten“ in intakter Gemeinschaft)